# Kamimuria trang
Kamimuria trang is een steenvlieg uit de familie borstelsteenvliegen (Perlidae). De wetenschappelijke naam van de soort is voor het eerst geldig gepubliceerd in 2008 door Sivec & Stark.